# Quatre pièces pour piano de Rimski-Korsakov
Pour les articles homonymes, voir Quatre pièces pour piano.
Les Quatre pièces pour piano opus 11 sont composées par Rimski-Korsakov en 1876-1877.

## Structure
1. Impromptu : triolets aux deux mains qui rappellent Frédéric Chopin.
2. Novelette : rythme martial sur le schéma immuable (deux doubles croches, croche) dans le style de Robert Schumann.
3. Scherzino : sur une ligne de doubles notes descendantes.
4. Études : tout en sixtes à la main droite en référence avec l'étude nº 8 opus 25 de Chopin.

## Source
- François-René Tranchefort (dir.), Guide de la musique de piano et de clavecin, Paris, Fayard, coll. « Les indispensables de la musique », 1987, 870 p. (ISBN 978-2213016399, BNF 34978617), p. 618